# خزر محمودوف
خزر محمودوف (ترکی آذربایجانی: Xəzər Mahmudov؛ زادهٔ ۲۳ نوامبر ۲۰۰۰) بازیکن فوتبال است.